# David Mattingly (archéologue)
David John Mattingly (né le 18 mai 1958) est un archéologue et historien du monde romain. Il est actuellement professeur d'archéologie romaine à l'Université de Leicester.

## Biographie
Le grand-père de Mattingly, Harold Mattingly, est conservateur du département des pièces de monnaie et des médailles au British Museum, et son père, Harold B. Mattingly, est professeur d'histoire ancienne à l'université de Leeds. Il obtient un baccalauréat ès arts (BA) en histoire à l'Université de Manchester, puis un doctorat (PhD) de la même université, sous la supervision de Barri Jones (en). Sa thèse de doctorat s'intitule « Tripolitaine : A comparative study of a Roman frontier province » et est soutenue en 1984. Il est ensuite chercheur postdoctoral de la British Academy à l'Institut d'archéologie d'Oxford jusqu'en 1989. Il est alors professeur adjoint à l’Université du Michigan aux États-Unis. À l'Université de Leicester, il est d'abord maître de conférences, puis lecteur (1995) et et enfin professeur (depuis 1998).
En 2003, il est élu membre de la British Academy (FBA), l'académie nationale des sciences humaines et sociales du Royaume-Uni.

## Recherches
Le principal domaine de recherche de Mattingly est l'Afrique du Nord romaine, en particulier la Libye et la Tunisie, bien qu'il ait également mené des recherches sur la Grande-Bretagne, l'Italie et la Jordanie. Ses recherches portent principalement sur les aspects sociaux et économiques, et se concentrent sur l'étude de l'implantation rurale, de la technologie agricole et de l'économie, les approches postcoloniales de l'impérialisme romain, les frontières militaires romaines et l'étude de la société autochtone au-delà de ces frontières. Son livre le plus récent s’intitule Imperialism, Power and Identity: Experiencing the Roman Empire.

## Publications
- Imperialism, Power and Identity: Experiencing the Roman Empire. (2010).
- The Archaeology of Fazzan: Volume 3, Excavations carried out by C M Daniels. (2010) (éd. D. Mattingly).
- Archaeology and Desertification: the Wadi Faynan Landscape Survey, southern Jordan (2007), (avec G Barker, D Gilbertson et al.)
- The Archaeology of Fazzan. Volume 2, Site Gazetteer, Pottery and Other Survey Finds (2007), (édité par D Mattingly).
- The Cambridge Dictionary of Classical Civilization (2006). (édité avec G Shipley, J Vanderspoel et L Foxhall).
- The Libyan Desert: Natural Resources and Cultural Heritage (2006). (édité avec S McLaren, E Savage, Y al-Fasatwi et K Gadgood).
- The Archaeology of Fazzan : Volume 1 (2003) édité par D. Mattingly
- Leptiminus (Lamta) : Rapport n° 2 (2001), (avec L. Stirling et N. Ben Lazreg)
- Leptiminus (Lamta) : a Roman port city in Tunisia, Rapport n° 1. (1992) (avec N Ben Lazreg et des contributions d'autres)
- Economies beyond Agriculture in the Classical World (2001) (édité avec J Salmon)
- Life, Death and Entertainment in Ancient Rome. (1999), (édité avec D Potter)
- Dialogues in Roman Imperialism. Power, Discourse and Discrepant Experience in the Roman Empire (1997), (éditeur David Mattingly)
- Farming the Desert. The UNESCO Libyan Valleys Archaeological Survey.. Volume 2, Gazetteer and Pottery  (1996), (édité par DJ Mattingly)
- Tripolitania. Batsford, Londres (1995)
- Anthony G. Brown, Ian Meadows, Simon D. Turner et David Mattingly, « Roman vineyards in Britain: stratigraphic and palynological data from Wollaston in the Nene Valley, England », Antiquity, vol. 75, no 290,‎ décembre 2001, p. 745–757 (DOI 10.1017/S0003598X00089250)